# Chrpa luční

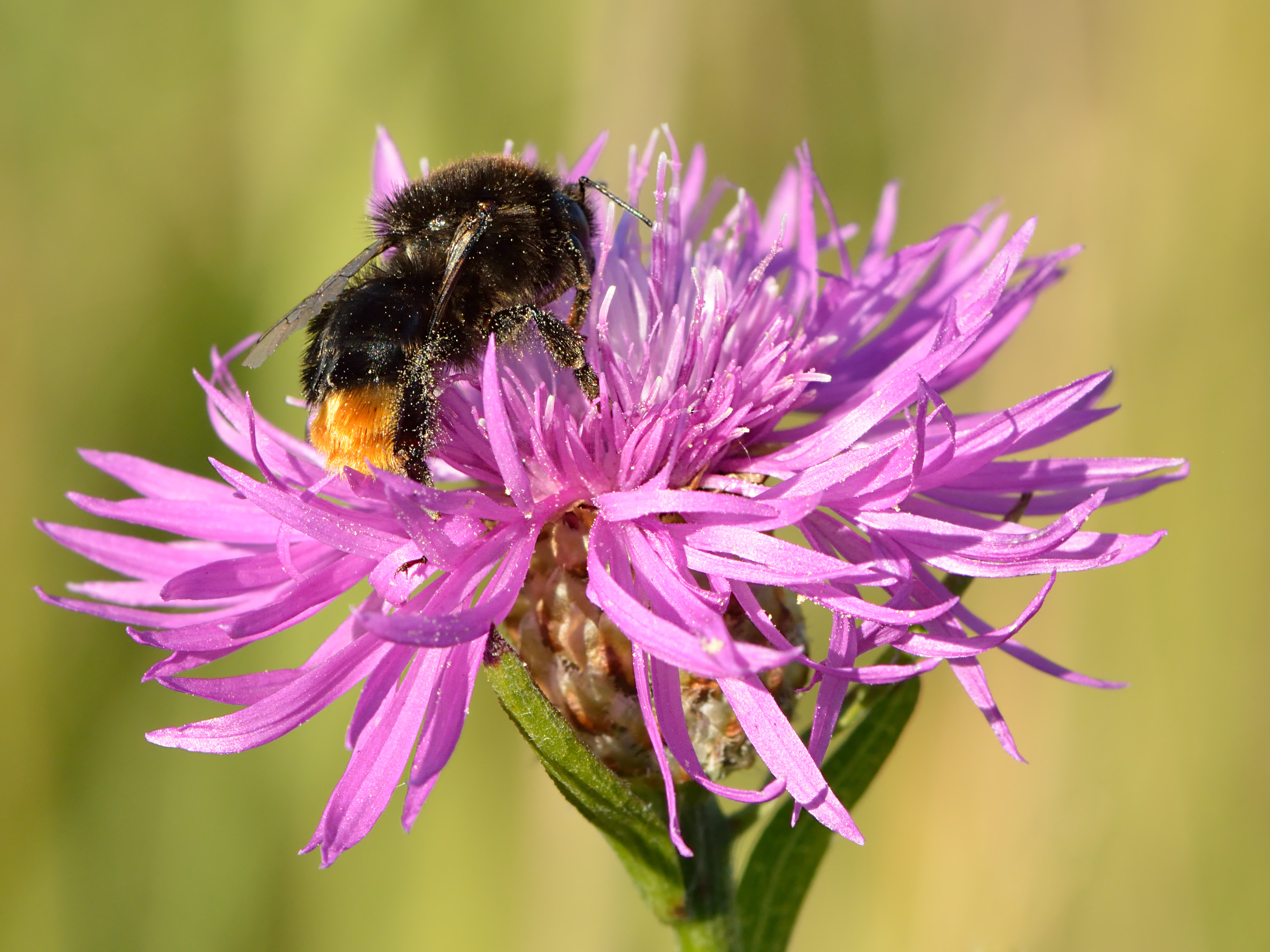

Chrpa luční (Centaurea jacea) je vysoká, vytrvalá, modře kvetoucí rostlina, nejběžnější chrpa rostoucí téměř po celém území České republiky.

## Výskyt
Hranice přirozeného výskytu tohoto druhu probíhá na západě Evropy ve Španělsku a Francii, na severu v půli Skandinávie, na jihu v severní Itálii, Balkánem a Ukrajinou a na východě sahá až po Ural. Druhotně byl tento druh zavlečen do Severní a Jižní Ameriky, Střední Asie a Japonska. V České republice se nachází téměř na celém území, ve větší míře především v termofytiku a mezofytiku, na Šumavě roste až do výšky 1000 m n. m.
Je světlomilnou rostlinou bez výrazného ekologického vyhranění. Jejími obvyklými stanovišti jsou místa se suššími i vlhčími půdami které mají dostatek živin a jsou neutrální až slabě kyselé. Vyrůstá poměrně hodně na loukách, pastvinách, mezích, podél cest v příkopech i na ruderalizovaných místech. Je diagnostickým druhem lučních společenstev svazů Arrhenaterion a Molinion.

## Popis
Vytrvalá rostlina s hranatou lodyhou, která vyrůstá z tlustého, vytrvalého oddenku a dosahuje do výše 50 až 120 cm. Je přímá nebo vystoupavá a často v horní polovině řídce rozvětvená, porostlá na omak drsnými, tmavě zelenými, dosti variabilními listy. Spodní, 5 až 20 cm dlouhé a rostoucí v růžici, jsou kopinaté, zúžené v řapík, po obvodu dlouze zubaté a při kvetení již většinou zaschlé. Horní, postupně se zmenšující, jsou přisedlé, vejčitého až kopinatého tvaru a po obvodu celistvé nebo peřenolaločnaté až peřenoklané.
Na koncích větví odbočujících z hlavní lodyhy vyrůstají jednotlivě nebo po dvou velké květní úbory o průměru asi 4 cm s pěticípými růžovými až růžově fialovými, vzácně i bílými květy. Uprostřed terče vyrůstají trubkovité protandrické květy, které mají pět tyčinek a pestík. Okrajové paprskovité květy jsou zvětšené a převážně neplodné (nemají pestíky nebo tyčinky). Kulovitý až vejčitý zákrov je víceřadý se světle hnědými listeny. Ty mají na koncích zřetelně oddělené, namnoze vyduté, okrouhlé přívěsky s blanitými okraji; u středních zákrovních listenů jsou přívěsky dlouhé 4 mm.
Vykvétá od července do září. Opylována je včelami, motýly a dalším hmyzem, neopylené květy se mohou opylit i autogamicky. Plodem je obvejčitá a mírně zploštělá, světlá, velice lehká nažka bez chmýří, pouze někdy s úzkým límečkovitým lemem. Po uzrání se zákrov, který dosud nažky chránil, rozloží a vítr semena rozfouká.

## Včelařství
Chrpa luční je podobně jako jiné chrpy výborná nektarodárná i pylodárná rostlina. Kvete dlouho a to až do podzimu. Nektarium chrupy vyprodukuje za 24 hodin 0,42 mg nektaru s cukernatostí 45 %. Cukerná hodnota, tedy množství cukru vyprodukovaného v květu za 24 hodin, je 0,19 mg. Kromě nektaru poskytují včelám množství pylu bohatého na dusíkaté látky. Včely jej sbírají v šedých rouskách po celý den.
Druhový med chrpy je vzácný. Je jantarově zbarvený, jemné vůně a příjemné chuti, a krystalizuje v hrubých krystalech.

## Taxonomie
Chrpa luční (Centaurea jacea) je součásti skupiny druhů Centaurea jacea agg. Rozlišení taxonů uvnitř skupiny je náročné a někdy ne dost přesné. Do hry zde vstupuje i snadné křížení, tím vznikají složité hybridní populace a dochází ke vzniku vícenásobných kříženců. Do této skupiny je řazeno více než 10 taxonů z nichž většina roste v jižní Evropě a mezi odborníky není plná shoda, který z nich je druh, poddruh nebo hybrid.
Podle novějších zdrojů se v ČR chrpa luční vyskytuje ve dvou platných poddruzích:
- chrpa luční pravá (Centaurea jacea L. subsp. jacea),
- chrpa luční úzkolistá (Centaurea jacea L. subsp. angustifolia) Gremli.

Podle starších pramenů byly za poddruhy chrpy luční považovány ještě:
- chrpa luční ostroperá (Centaurea jacea L. subsp. oxylepis) (W. et Gr.) Haye která je v současnosti hodnocená jako samostatný druh chrpa ostroperá,
- chrpa luční hřebenitá (Centaurea jacea L. subsp. subjacea) u které byl prokázán hybridní původ (kříženec Centaurea jacea × Centaurea macroptilon).[6][7][8]

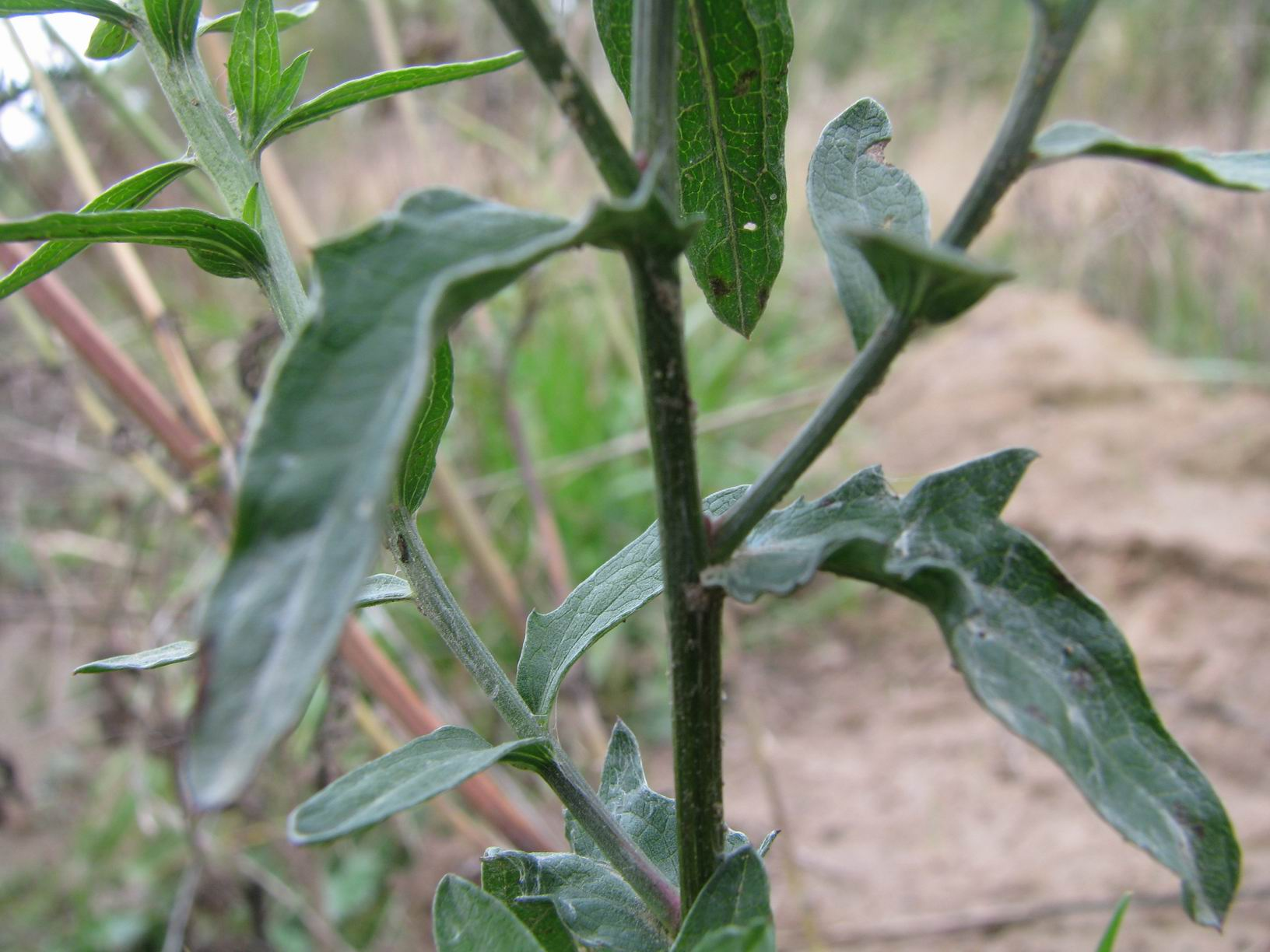
Přisedlé listy
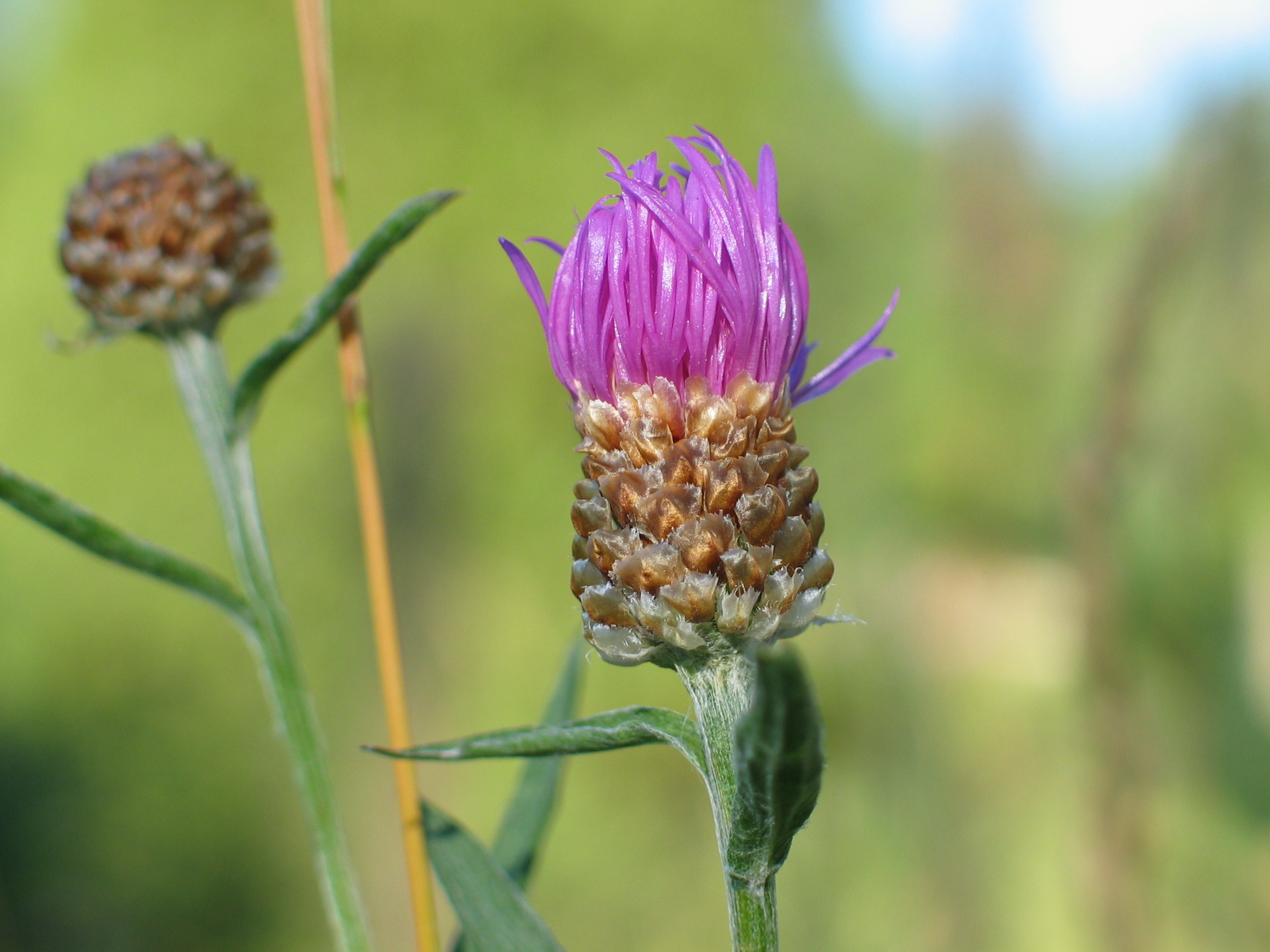
Zákrov s ještě nerozvitými květy
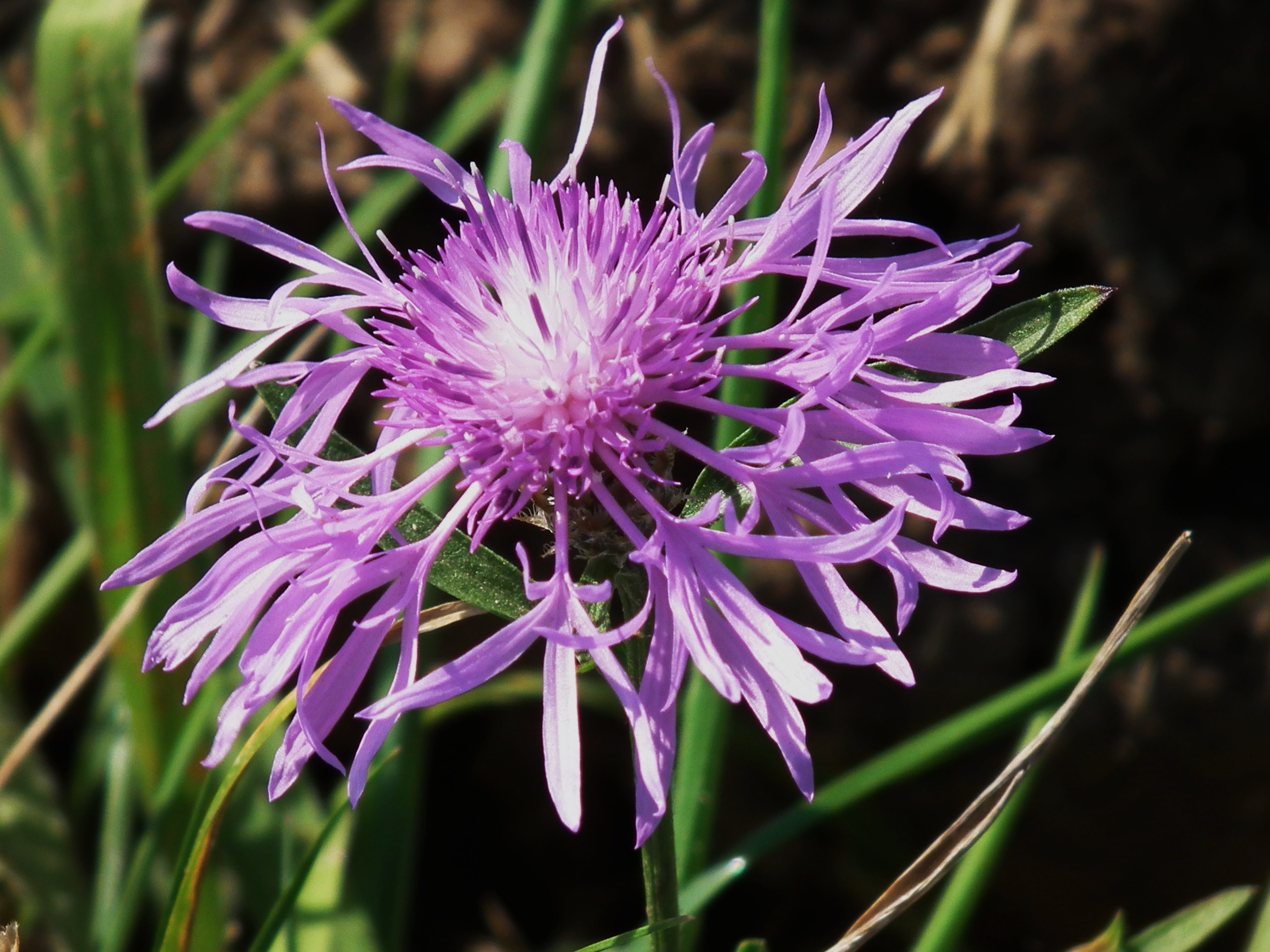
Uprostřed trubkovité, po okraji paprskovité květy
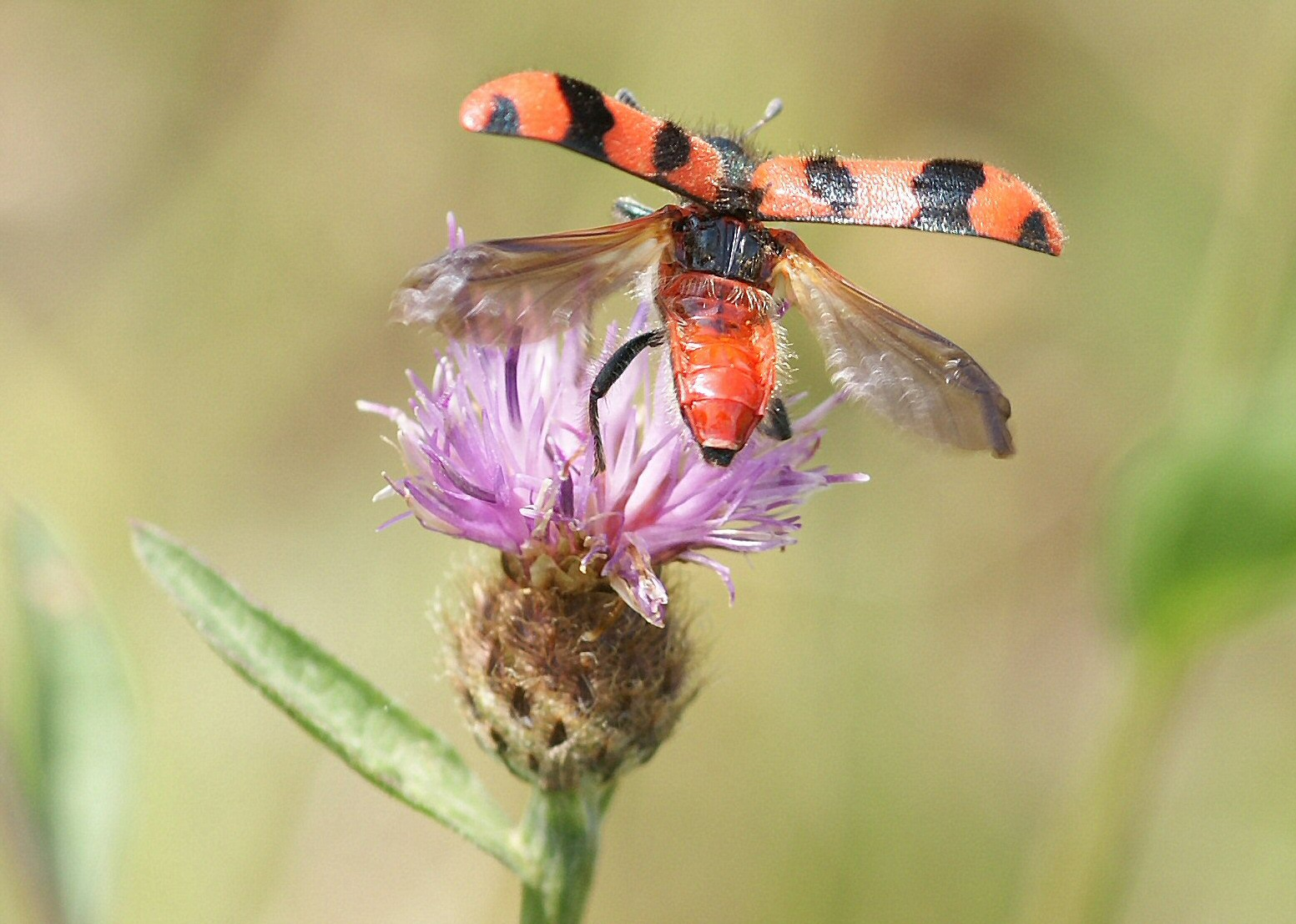
Opylování broukem pestrokrovečníkem